# Belthara Road
Belthara Road es un pueblo y nagar Panchayat situada en el distrito de Ballia en el estado de Uttar Pradesh (India). Su población es de 20 404 habitantes (2011). 

## Demografía
Según el censo de 2011 la población de Belthara Road era de 20 404 habitantes, de los cuales 10 564 eran hombres y 9840 eran mujeres. Belthara Road tiene una tasa media de alfabetización del 85,78 %, superior a la media nacional del 67,68 %.